# Albert Viljam Hagelin

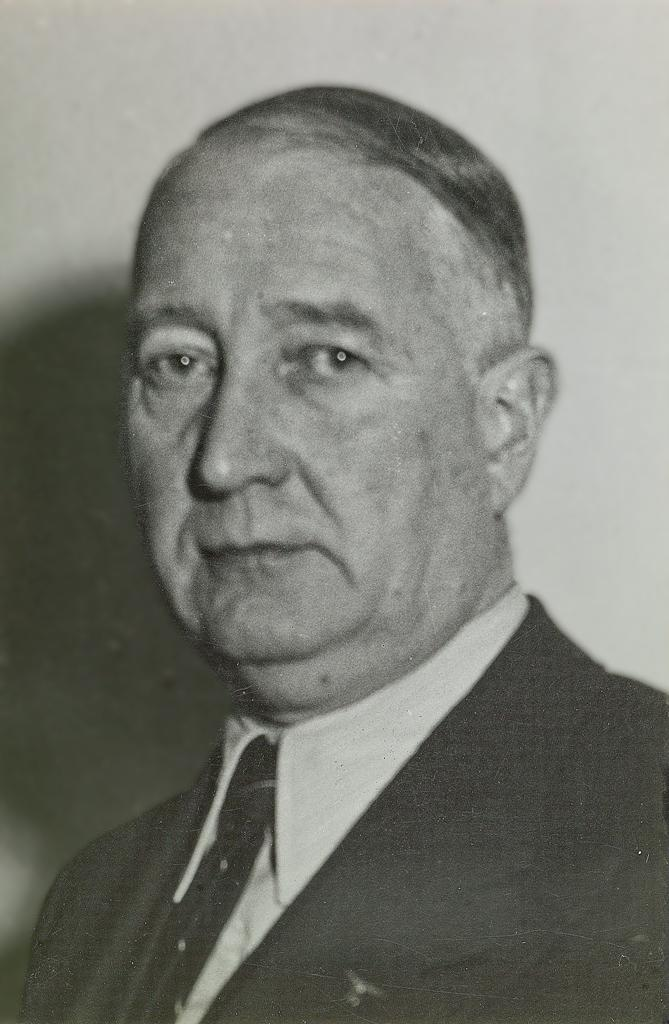
Albert Viljam Hagelin (1942)

Albert Viljam Hagelin (* 24. April 1881 in Bergen; † 25. Mai 1946 in Oslo) war ein norwegischer Geschäftsmann und Opernsänger. Er unterstützte 1939/40 die Invasion Norwegens durch die Wehrmacht und wurde Minister in der von Vidkun Quisling geführten Kollaborationsregierung. 1946 wurde er in Norwegen hingerichtet.

## Leben
Albert Viljam Hagelin lebte lange Zeit in Deutschland und wurde dort zum Opernsänger ausgebildet. Daneben studierte er Architektur an der TH Dresden. Er hatte Kontakte zu hochgestellten Mitgliedern der NSDAP. 1936 traf er bei einem Urlaub in Norwegen zum ersten Mal mit Vidkun Quisling zusammen und trat dessen faschistischer Partei Nasjonal Samling (NS) bei. Er kehrte danach nach Deutschland zurück und war vor 1940 nicht besonders in der Partei aktiv.
Im Juni 1939 arrangierte Hagelin einen Besuch Quislings in Berlin, bei dem er Quisling mit Alfred Rosenberg zusammenbrachte. Während des entscheidenden Besuchs Quislings in Berlin im Dezember 1939 war es vor allem Hagelin und dessen deutscher Ansprechpartner Hans-Wilhelm Scheidt (Reichshauptamtsleiter im Außenpolitischen Amt der NSDAP), die am 14. Dezember 1939 Gespräche von Quisling mit Hitler ansetzten. Hagelin agierte als Berater und Dolmetscher Quislings in dessen Verhandlungen mit den Deutschen. Am 23. Dezember 1939 zog Hagelin mit seiner Frau von Dresden nach Oslo um, am selben Tag wie Hans-Wilhelm Scheidt. Zur Unterstützung der NS-Parteizeitung Fritt Folk hatte Scheidt in einem Koffer 50.000 Pfund in gefälschten Banknoten mitgebracht, die verteilt auf mehreren Osloer Banken eingezahlt wurden. Die Parteizeitung konnte daraufhin die Auflage verdoppeln, und die NS zog in ein elegantes neues Hauptquartier um.
Nach dem Beginn der Invasion und dem Staatsstreich der NS am 9. April 1940 wurde Hagelin kommissarischer Minister für Handel und Versorgung. Am 25. September 1940 wechselte er als kommissarischer Innenminister das Ressort. Am 1. Februar 1942 wurde er als Innenminister in seinem Amt bestätigt. Unter den alten Parteimitgliedern der NS war Hagelin nicht beliebt, er galt als Außenseiter und korrupter Emporkömmling. Im Herbst 1943 setzte die NS ein internes Parteikomitee zur Klärung der Korruptionsvorwürfe ein, das jedoch zu keinem Ergebnis kam. Am 8. November 1944 trat Hagelin zurück.
Hagelin wurde nach dem Krieg von einem norwegischen Gericht zum Tode durch Erschießen verurteilt und 1946 in der Festung Akershus hingerichtet, wo auch viele andere der 37 zum Tode Verurteilten erschossen wurden.